# Sumpter (Oregon)
Sumpter az Amerikai Egyesült Államok északnyugati részén, Oregon állam Baker megyéjében helyezkedik el. A 2010. évi népszámláláskor 204 lakosa volt. A város területe 5,65 km², melynek 100%-a szárazföld.

## Történet
A várost 1889-ben alapították; 10 évvel később bányaváros lett. Amíg a vasút nem ért ide, a település csak „néhány egymás mellé épített faház” volt.
1897-ben érte el a várost a David C. Eccles által épített, Baker Citytől induló Sumpter Valley Railway, melyet 1907-ben Prairie Cityig hosszabbítottak meg. Az 1930-as évekig működött; megszűnéséig teherszállításra használták.
Miután a vasút megépült, 19 km-nyi aranyásó-alagutat fúrtak, a népesség pedig 2000 fölé emelkedett. Sumpterben ekkor már volt elektromos közvilágítás, templomok, szalonok, sörfőzde, járdák, három újság és egy operaház is. Miután a bányák kiapadtak, a város hanyatlásnak indult, már az 1917-es pusztító tűz előtt.
A 12 háztömböt elpusztító tüzet végül dinamittal fékezték meg. A megmaradt épületekben ma üzletek vannak.

### Elnevezése
Baker megyét a polgárháború során megölt Edward D. Baker szenátorról nevezték el.
Sumptert a háború során európai–amerikaiak lakták, nevét a dél-karolinai Sumter erődről kapta. Az erődöt a telepesek jelentéseikben sokszor megemlítik. A Democrat–Herald évtizedekkel későbbi leírása szerint az 1860-as években egy kerek, ágyúgolyó alakú sziklát találtak, amely az erődre emlékeztetett.
1883-ban Joseph D. Young lett az első postamester. Unokája szerint nem engedték neki a Sumter név használatát, ezért, mivel a régió teherszállítását teherhordó öszvérekkel oldották meg, az eredeti névre hajazó Sumpter nevet használta (a „sumpter” jelentése „teherhordó állat”).

## Földrajz és éghajlat

### Földrajz
A Népszámlálási Hivatal adatai alapján a város területe 5,65 km², melynek 100%-a szárazföld.
Sumpter tengerszint feletti magassága 1350 méter. Nem messze fekszik a Wallowa–Whitman Nemzető Erdőtől, valamint a Kék-hegylánctól és annak egy részétől, az Elkhorn-hegységtől. A település mellett folyik a McCully és Cracker patakok alkotta Powder-folyó.
A terület a 410-es út (más néven a Sumpter országút) mentén fekszik. Baker City 42, az Interstate 84 50, Portland pedig 536 kilométerre található. Sumpteren keresztülhalad a 171 km hosszú Elkhorn Scenic Byway.

### Éghajlat
A térségre jellemző az ingadozó időjárás; a nyarak általában melegek vagy forróak (és gyakran nyirkosak); a telek pedig hűvösek (néha hidegek). A Köppen-skála alapján a város éghajlata nedves kontinentális. A legcsapadékosabb a november–január, a legszárazabb pedig a július–október közötti időszak. A legmelegebb hónap július és augusztus, a leghidegebb pedig december.
| Hónap                         | Jan.  | Feb.  | Már.  | Ápr.  | Máj. | Jún. | Júl. | Aug. | Szep. | Okt.  | Nov.  | Dec.  | Év    |
| ----------------------------- | ----- | ----- | ----- | ----- | ---- | ---- | ---- | ---- | ----- | ----- | ----- | ----- | ----- |
| Rekord max. hőmérséklet (°C)  | 15,0  | 17,8  | 22,8  | 29,4  | 32,8 | 35,0 | 36,7 | 36,7 | 35,0  | 30,0  | 18,3  | 12,2  | 36,7  |
| Átlagos max. hőmérséklet (°C) | 1,7   | 4,4   | 9,4   | 13,9  | 18,3 | 22,8 | 28,3 | 28,3 | 23,3  | 15,6  | 6,1   | 0,6   | 14,5  |
| Átlaghőmérséklet (°C)         | −4,2  | −2,5  | 2,2   | 6,1   | 8,1  | 13,9 | 17,8 | 17,8 | 13,6  | 7,5   | 1,1   | −4,4  | 6,5   |
| Átlagos min. hőmérséklet (°C) | −10,0 | −9,4  | −5,0  | −1,7  | 2,2  | 5,0  | 7,2  | 7,2  | 3,9   | −0,6  | −3,9  | −9,4  | −1,2  |
| Rekord min. hőmérséklet (°C)  | −33,3 | −40,0 | −22,8 | −14,4 | −6,7 | −5,6 | −2,8 | −3,3 | −6,7  | −15,0 | −23,3 | −33,3 | −40,0 |
| Átl. csapadékmennyiség (mm)   | 36    | 34    | 39    | 39    | 49   | 41   | 19   | 22   | 14    | 24    | 43    | 44    | 404   |
| Forrás: The Weather Channel   |       |       |       |       |      |      |      |      |       |       |       |       |       |

## Népesség

### 2010
A 2010-es népszámláláskor a városnak 204 lakója, 119 háztartása és 65 családja volt. A népsűrűség 36,1 fő/km2. A lakóegységek száma 307, sűrűségük 54,3 db/km2. A lakosok 92%-a fehér,  2,5%-a indián, 0,5%-a ázsiai,   5%-a pedig kettő vagy több etnikumú. A spanyol vagy latino származásúak aránya 1% ( 1% Puerto Ricó-i,  )
A háztartások 7%-ában élt 18 évnél fiatalabb. 51% házas, 2,5% egyedülálló nő, 0,8% egyedülálló férfi, 45% pedig nem család. 40% egyedül élt; 19%-uk 65 éves vagy idősebb. Egy háztartásban átlagosan 1,71 személy élt; a családok átlagmérete 2,22 fő.
A medián életkor 62 év volt. A város lakóinak 6%-a 18 évesnél fiatalabb, 3% 18 és 24 év közötti, 8%-uk 25 és 44 év közötti, 49%-uk 45 és 64 év közötti, 34%-uk pedig 65 éves vagy idősebb. A lakosok 54%-a férfi, 46%-a pedig nő.

### 2000
A 2000-es népszámláláskor  a városnak 171 lakója, 95 háztartása és 51 családja volt. A népsűrűség 30,3 fő/km2. A lakóegységek száma 215, sűrűségük 38,1 db/km2. A lakosok 96,5%-a fehér,  1,2%-a indián,    2,3%-a pedig kettő vagy több etnikumú. A spanyol vagy latino származásúak aránya 0,6% (   0,6% pedig egyéb spanyol/latino származású.)
A háztartások 6,3%-ában élt 18 évnél fiatalabb. 49,5% házas, 2,1% egyedülálló nő; 46,3% pedig nem család. 37,9% egyedül élt; 18,9%-uk 65 éves vagy idősebb. Egy háztartásban átlagosan 1,8 személy élt; a családok átlagmérete 2,31 fő.
A város lakóinak 7,6%-a 18 évesnél fiatalabb, 2,3% 18 és 24 év közötti, 17%-uk 25 és 44 év közötti, 49,1%-uk 45 és 64 év közötti, 24%-uk pedig 65 éves vagy idősebb. A medián életkor 55,4 év volt. Minden 100 nőre 125,2 férfi jut; a 18 évnél idősebb nőknél ez az arány 122,6.
A háztartások medián bevétele 27 188 amerikai dollár, ez az érték családoknál $31 000. A férfiak medián keresete $28 750, míg a nőké $35 625. A város egy főre jutó bevétele (PCI) $16 518. A családok 6,5%-a, a teljes népesség 10,2%-a élt létminimum alatt; a 18 év alattiaknál ez a szám 36,4%, a 65 évnél idősebbeknél pedig 7%.

## Gazdaság
A város gazdasága főként a turizmusra épül; a legnevezetesebb látnivalók a kirándulóvonat és az állami parkban kiállított aranyásógép.
A városon keresztülhaladó egykori vasút egy részét helyreállították, és az Emlékezet napjától szeptemberig minden hétvégén kirándulóvonatok járnak rajta Sumpter és McEwen között. A sumpteri állomás és a vonal egy része a parkban (Sumpter Valley Dredge State Historic Area) található. A parkban kiállított gép a Powder-folyón végzett felszíni kotrásokhoz használt három utolsó eszköz egyike; 1934 és 1954 között használták.
2013-ban a régióban forgatták a Ghost Mine című reality-sorozatot. A műsorban egy csapat arany és szellemek után kutat a filmbeli Crescent-bányában; a Baker City Herald egy cikke alapján a felvételek a 10 km-re északra lévő Bourne kísértetváros Buckeye-bányájában, a Cracker-folyó mentén készültek.

## Fordítás
Ez a szócikk részben vagy egészben  a   Sumpter, Oregon című angol Wikipédia-szócikk ezen változatának fordításán alapul.  Az eredeti cikk szerkesztőit annak laptörténete sorolja fel. Ez a jelzés csupán a megfogalmazás eredetét és a szerzői jogokat jelzi, nem szolgál a cikkben szereplő információk forrásmegjelöléseként.